# 장흥 삼산리 후박나무
장흥 삼산리 후박나무(長興 三山里 후박나무)는 대한민국 전라남도 장흥군 관산읍 삼산리에 있는 후박나무이다. 2007년 8월 9일 대한민국의 천연기념물 제481호로 지정되었다.

## 개요
이 후박나무 군은 세 그루가 마치 한 그루처럼 서로 어우러져 있는 노거수들로서 전체 수형이 특이하고 아름다우며, 새 가지도 잘 자라 남부지방에 자라는 후박나무의 대표성을 갖고 있다.
산서(山西)마을 입구에 위치해 있는 이 나무는 1580년경 경주이씨 선조가 이곳에 들어올 때 동서남북에 나무를 심었는데 현재 남쪽에 심은 나무만 남아있다는 전설 등으로 볼 때 마을과 그 역사를 같이 해 온 당산나무로서 지금도 마을 주민들의 쉼터로 잘 이용되고 있어 민속·문화적 가치가 크다.

## 같이 보기
- 후박나무

## 참고 자료
- 장흥 삼산리 후박나무 - 국가유산청 국가유산포털